# 7864 Borucki
7864 Borucki eller 1982 EE är en asteroid i huvudbältet som upptäcktes den 14 mars 1982 av den tjeckiske astronomen Antonín Mrkos vid Kleť-observatoriet i Tjeckien.
Asteroiden har en diameter på ungefär 15 kilometer. Asteroiden har fått sitt namn efter astronomen William Borucki som var en nyckelperson runt Keplerteleskopet.